# Summertime (film)
Summertime is een Brits-Amerikaanse dramafilm uit 1955 onder regie van David Lean. Destijds werd de film in Nederland uitgebracht onder de titel Het gebeurde in Venetië.

## Verhaal
De secretaresse Jane Hudson gaat op vakantie naar Venetië. Door er verliefde stellen gade te slaan gaat ze inzien hoe alleen ze eigenlijk is. In een antiekwinkel wordt ze verliefd op de eigenaar.

## Rolverdeling
| Acteur            | Personage          |
| ----------------- | ------------------ |
| Katharine Hepburn | Jane Hudson        |
| Rossano Brazzi    | Renato de Rossi    |
| Isa Miranda       | Mevrouw Fiorini    |
| Darren McGavin    | Eddie Yaeger       |
| Mari Aldon        | Phyl Yaeger        |
| Jane Rose         | Mevrouw McIlhenny  |
| MacDonald Parke   | Mijnheer McIlhenny |
| Jeremy Spenser    | Vito de Rossi      |
| Gaetano Autiero   | Mauro              |
| Virginia Simeon   | Giovanna           |